# Kálmáncsa
Kálmáncsa là một thị trấn thuộc hạt Somogy, Hungary. Thị trấn này có diện tích 48,85 km², dân số năm 2010 là 660 người, mật độ 14 người/km².